# 나무박쥐
나무박쥐(Ardops nichollsi)는 주걱박쥐과에 속하는 박쥐의 일종이다. 나무박쥐속(Ardops)의 유일종이다. 도미니카와 과들루프, 마르티니크, 몬트세랫, 네덜란드령 안틸레스, 세인트루시아, 사바섬 그리고 세인트빈센트 그레나딘에서 발견된다.